# Mesnil-Aubry
Mesnil-Aubry – miejscowość i gmina we Francji, w regionie Île-de-France, w departamencie Dolina Oise.
Według danych na rok 1990 gminę zamieszkiwały 693 osoby, a gęstość zaludnienia wynosiła 104 osób/km² (wśród 1287 gmin regionu Île-de-France Mesnil-Aubry plasuje się na 724. miejscu pod względem liczby ludności, natomiast pod względem powierzchni na miejscu 571.).